# Adobe Illustrator
Adobe Illustrator（アドビ イラストレーター）は、アドビが販売するベクターイメージ編集ソフトウェア（ドローソフト）である。

## 概要
イラスト制作は勿論のこと、ロゴタイプや図面、広告、パッケージなどをデザインする描画ツールソフトとして、印刷業界などあらゆる分野で使用されている。特にDTP業界においては印刷物（チラシや小冊子）制作ソフトとしてはデファクトスタンダードとなっていて、デザイナーはAdobe Photoshopと併せて使用する場合も多い。また、プラグインを追加することで、CADや3DCG機能などを拡張することもできるので、様々な分野のクリエイターが使用している。
タブレットやスマートフォン向けには、Adobe Illustrator Drawという簡易アプリを出しており、このアプリを使って描画したものをパソコンへ転送することができる（逆は不可）。2020年、iPadOS版Illustratorがリリースされた。

## バージョンと搭載機能の歴史
もとはアドビ社内用のフォント制作・PostScript編集ソフトウェアであったが、1986年12月にMacintosh版が一般向けに開発され、1987年1月に出荷された。
1988年、多くの新しい機能を導入したIllustrator 88（バージョン 1.6）がリリースされた。日本語版も発売されたが、88としての記述はなかった。
1989年バージョン 2.0 Windows版をリリース。
1990年バージョン 3.0 Macintosh版リリース。
1992年バージョン 4.0 Windows 版をリリース。しかし、定番のCorelDRAWの影に潜む結果になった。
1993年バージョン 5.0 Macintosh版リリース。
1994年バージョン 5.5 Macintosh版リリース。
1996年バージョン 6.0 Macintosh版リリース（日本語版未リリース）。
1997年バージョン 7.0リリース。Macintosh版、Windows版両方が販売された。
1998年バージョン 8.0リリース。アンチエイリアス採用。
2000年バージョン 9.0をリリース。アピアランスの要素や透明など効果の機能が付き大幅にパワーアップした。
2001年バージョン 10.0をリリース。このバージョンのMacintosh版はシリーズ中で唯一、Mac OS 9とMac OS Xの双方に対応している。
2003年10月、CS（バージョン 11）をリリース。テキストエンジンの刷新が行われ、PostScriptによる3Dモデリング機能が追加された。このバージョン以降のMacintosh版はMac OS X専用となった。
2005年4月、CS2（バージョン 12）をリリース。ビットマップ画像をベクトル画像に変換する「ライブトレース」機能などが追加された。このバージョンから不正利用を防止する目的でアクティベーション（認証）が導入された。
2007年4月、CS3（バージョン 13）をリリース。「ライブカラー」や「消しゴムツール」、アンカーポイントを強調表示する機能などが追加された。
2008年10月、CS4（バージョン 14）をリリース。複数のアートボード、タブウィンドウが使えるようになった。NPO法人カラーユニバーサルデザイン機構の協力の下でphotoshop と同時に校正メニューの中に色覚シミュレーションツールを標準搭載した。
2010年5月、CS5（バージョン 15）をリリース。「遠近グリッド」や「絵筆ブラシ」などの機能を追加した。
2012年4月23日、CS6（バージョン 16）をリリース。64ビットに対応、線にグラデーションが付けられるようになった。他にもユーザーインターフェース、レイヤーパネル、RGBコードなどが新しくなっている。
互換性を犠牲にし、システムの根幹から構造が見直され数々の基礎的で重要なツールが改善しているが、InDesignでは既に数バージョン前から実現しているバックアップ機能がないなど前時代的な設計も未だに数多く見受けられる。
アドビ社の新戦略であるAdobe Creative Cloudの導入に伴い、Illustrator CCがリリースされた。バージョン17にあたるCCは、他のCreative Suiteに属していたソフト群と同様、サブスクリプションによるサービスモデルのみよって販売されるようになった初めてのバージョンである。カラーやフォント、プログラムの設定の同期、クラウドへのドキュメント保存、Behanceとの連携を始めとして、タッチ入力に対応したTouch Type Toolの導入、イメージを利用したブラシ、CSS書き出し、ファイルのパッケージングなどが新たに実装された。
Illustrator2021(v 25.0)	2020年10月20日
リピートオブジェクトひとつのオブジェクトを繰り返し並べて表示させる機能。そのまま表示させることも、反転させることも可能。(v25.0)

Illustrator2022(v 26.0)	2021年10月26日以降
WebP、HEIF形式画像の配置画像の配置で対応する画像フォーマットの追加。(v26.0)
3Dとマテリアル立体画像作成機能が拡充され、表面の素材や質感をコントロールする機能が追加。(v26.0)
3Dとマテリアル立体画像作成機能が拡充され、膨張、ベベル(両側)をコントロールする機能が追加。(v26.1)
3Dとマテリアル立体画像作成機能が拡充され、遠近感をコントロールする機能が追加。(v26.3)
AVIF形式画像の配置画像配置の対応画像フォーマットの追加。(v26.3)
箇条書き文章の箇条書きをサポート。記号と連番が指定可能に(v26.4)

Illustrator2023(v 27.0)	2022年10月18日以降
クロスと重なり「互い違い」の重なりを非破壊で実現。図形の交差部を指定することで、重なり具合を交差させる機能。(v27.0)
ねじりとテーパー3D・マテリアルでの立体作成時のパラメータ追加。押し出された部分にねじれや太さの変化を与えられる機能。(v27.3)
オプティカル(カーニング)カーニング(文字詰め)方法の追加。フォントが持つ文字詰め情報によるカーニング(メトリックス)に加えて、Illustratorが判断して文字詰めを行なう機能(オプティカル)を追加。(v27.7)

Illustrator2024(v 28.0)	2023年10月10日以降
ベクター生成(Beta)同年3月からオープンβテストを行っていた生成AI機能をベータ版として搭載。複数言語によるテキストプロンプトから、ベクターグラフィックやパターンを作成する機能。(v28.0)
モックアップ(Beta)写実的な立体オブジェクトの画像上にアートワークを立体に沿って表示させる機能。(v28.0)

Illustrator2025(v 29.0)	2024年10月14日以降
パス上オブジェクトパス上に複数のオブジェクトを整列、配置、移動できる機能。
画像トレーストレースの機能向上と詳細な制御が可能になった。
生成AI「テキストからパターン生成」、「生成塗りつぶし (シェイプ)」、「テキストからベクター生成」での機能強化。

## ブランディング
バージョン1からバージョン10まではベットマン・アーカイブのサンドロ・ボッティチェッリ「ヴィーナスの誕生」をモチーフにパッケージデザインとソフト起動時の画面がデザインされていた。
アドビの共同設立者であるジョン・ワーノックによると、ルネサンスのイメージがPostScriptによる出版の再生（ルネサンス）と重なることを意図していたという。最初期のIllustratorのマーケティングの責任者Luanne Seymour Cohenは、ビーナスの流れるような髪の房が、なめらかな曲線を描けるというIllustratorの強みを表現する格好のモチーフであると考えた。バージョンが上がるにつれ、新バージョンで実装された機能を反映した新たなビーナスがパッケージとスプラッシュスクリーンに採用された。
CS1(11)でビーナスのモチーフは廃止され花の図案に一新され、これはその次のCS2(12)まで続いた（イースターエッグにより表示させることもできたが、この機能もCS6で廃止された）。これは新しいCreative Suiteという横並びのソフトウェア群で共通の「自然」をモチーフにしたブランディングの一環である。
その後にリリースされたCS3(13)ではまたしてもアドビはブランディングの方向性を変え、シンプルな一色のボックスに二文字に短縮されたソフトウェア名が書かれるようになった。Illustratorの場合はやや例外的にAdobe Illustratorの略であるAiである（他の姉妹ソフト、例えばPhotoshopはPs,InDesignはIdとなっている）。これは元素記号や周期律表に似せている。ボックスの色はバージョン4.0からの伝統的なカラースキームであるオレンジに白字でAi。CS4でのアイコンはほとんどCS3のものと同一であるが、字形にわずかな変更が加えられており、また文字の色がダークグレイとなっている。CS5のアイコンもほぼ同じだが、3次元的な箱状の図案の上にそれよりも明るいオレンジの文字。CS6では縁取りがなされた。

## 類似ソフトと互換性
2005年にAdobeに買収されたために開発停止になったMacromedia FreeHand、Windows 定番のドローツールでAI形式にも対応しているCorelDRAW、Photoshopのような機能も併せ持ったCanvas、Illustratorのオブジェクト等を保持出来るAffinity Designer、フリーソフトのInkscapeがある。
InkscapeのネイティブのフォーマットであるSVGはIllustratorで読み書きできるが、これら2つのソフトの互換性は100％ではない。Inkscapeではアドビ社の開発したPS、EPS、そしてPDFで書き出せるが、これらもまたIllustratorで読み書きできる。

## リリース履歴
| バージョン   | プラットフォーム            | 発売日         | コードネーム      |
| ------------ | --------------------------- | -------------- | ----------------- |
| 1.0          | Mac OS                      | 1987年1月      | Picasso           |
| 1.1          | Mac OS                      | 1987年3月      | Inca              |
| 1.6(88)      | Mac OS                      | 1988年3月      |                   |
| 2.0          | Windows                     | 1989年1月      | Pinnacle          |
| 3            | Mac OS、NeXT Step、他のUnix | 1990年10月     | Desert Moose      |
| 3.5          | SGI                         | 1991年         |                   |
| 3.5          | Solaris                     | 1993年         |                   |
| 4            | Windows                     | 1992年5月      | Kangaroose        |
| 5            | Mac OS                      | 1993年6月      | Saturn            |
| 5.5          | Mac OS                      | 1994年6月      | Janus             |
| 4.1          | Windows                     | 1995年         | Pavel             |
| 6            | Mac OS                      | 1996年2月      | Popeye            |
| 7            | Mac OS/Windows              | 1997年5月      | Simba             |
| 8            | Mac OS/Windows              | 1998年9月      | Elvis             |
| 9            | Mac OS/Windows              | 2000年6月      | Matisse           |
| 10           | Mac OS・Mac OS X/Windows    | 2001年11月     | Paloma            |
| 11(CS)       | Mac OS X/Windows            | 2003年10月     | Pangaea/Sprinkles |
| 12(CS2)      | Mac OS X/Windows            | 2005年4月27日  | Zodiac            |
| 13(CS3)      | Mac OS X/Windows            | 2007年6月22日  | Jason             |
| 14(CS4)      | Mac OS X/Windows            | 2008年12月19日 | Sonnet            |
| 15(CS5)      | Mac OS X/Windows            | 2010年5月28日  | Ajanta            |
| 16(CS6)      | OS X/Windows                | 2012年5月7日   | Ellora            |
| 17(CC)       | OS X/Windows                | 2013年6月17日  | MoFo              |
| 18(CC2014)   | OS X/Windows                | 2014年6月18日  |                   |
| 19(CC2015)   | OS X/Windows                | 2015年6月15日  |                   |
| 20(CC2015.3) | OS X/Windows                | 2016年6月20日  |                   |
| 21(CC2017)   | macOS/Windows               | 2016年11月2日  |                   |
| 22(CC2018)   | macOS/Windows               | 2017年10月18日 |                   |
| 23(CC2019)   | macOS/Windows               | 2018年10月15日 |                   |
| 24(2020)     | macOS/Windows               | 2019年11月18日 |                   |
| 25(2021)     | macOS/Windows               | 2020年10月20日 |                   |
| 26(2022)     | macOS/Windows               | 2021年10月26日 |                   |
| 27(2023)     | macOS/Windows               | 2022年10月18日 |                   |
| 28(2024)     | macOS/Windows               | 2023年10月10日 |                   |
| 29(2025)     | macOS/Windows               | 2024年10月14日 |                   |

## プラグイン
Illustratorは、プラグインソフトの活用により機能性を向上させることができる。
- アドビサードパーティ製プラグイン